# Simsia fruticulosa
Simsia fruticulosa là một loài thực vật có hoa trong họ Cúc. Loài này được (Spreng.) S.F.Blake miêu tả khoa học đầu tiên năm 1915.